# بلاد (بازی ویدئویی)
خون (به انگلیسی: Blood) نام یک سری بازی کامپیوتری طراحی شده برای کامپیوترهای شخصی است.

## تاریخچه
سری نخست این بازی در سال ۱۹۹۷ توسط شرکت مونولیث پروداکشنز روانه بازار گشت. داستان بازی بر اساس محوریت شخصی به نام کلب شکل می‌گیرد که درگیر مبارزه‌ای طولانی با نیروهای اهریمنی است. او در ابتدای بخش نخست بازی از قبر بر می‌خیزد و به جای تبدیل شدن به یک زامبی بر ضد آنها و شیطان بزرگ می‌جنگد.

### موتور بازی
در خلال سال‌های ۱۹۹۴-۱۹۹۸ دو موتور عمده در دنیای بازی‌های اول شخص وجود داشتند، یکی موتور رستاخیز شرکت آی-دی سافت ویر و دیگری انجین DUKE NUKEM ۳D از شرکت ۳D Realms. هر چند هم کنسول و هم انجین بازی همچون Quake بسیار قوی تر از دو مورد اخیر بود لیکن عمده بازی‌های تولید شده در این ژانر که توسط شرکت‌های مختلفی صورت گرفت، بر اساس انجین یکی از این دو تولید شدند.
بازی بلاد نیز بر اساس انجین DUKE NUKEM ۳D طراحی و تولید گشت؛ چونان که شباهت‌های بسیاری را در این دو می‌توان یافت.

### بسته الحاقی
بسته‌ای حاوی مراحل و دشمان جدید تر است که می‌توان آنرا بر روی سری نخست نصب نمود.

### دنباله
در دنباله این بازی کلب توسط شرکت اهریمنی به نام کابال دوباره زنده می‌گردد و جنگی همه جانبه را با صاحبان شیطان صفت آن آغاز می‌کند.